# Travée brugeoise
La travée brugeoise désigne un type de travée caractéristique de l'architecture renaissance flamande à Bruges et dans le comté de Flandre à partir du XVe siècle puis dans les styles architecturaux néo-gothique et néo-Renaissance flamande en Belgique et dans le département du Nord en France aux XIXe et XXe siècles.

## Description

### AuXVesiècle
La travée brugeoise apparait à Bruges à partir du XVe siècle. Elle se caractérise par un alignement vertical des baies qui se placent en retrait par rapport à la façade et sont surmontées d'un arc aveugle en plein cintre.

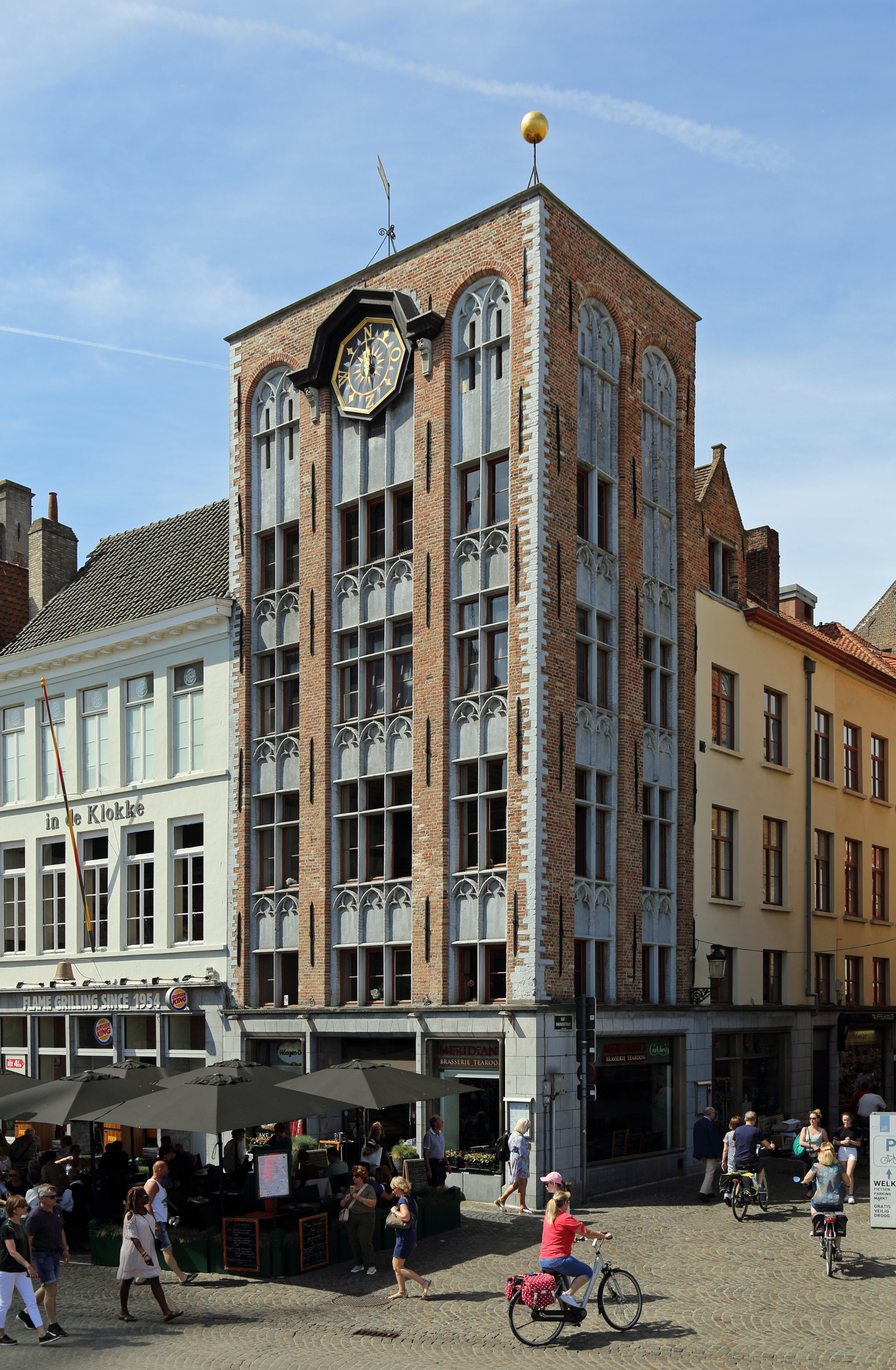
Maison Bouchoute à Bruges.
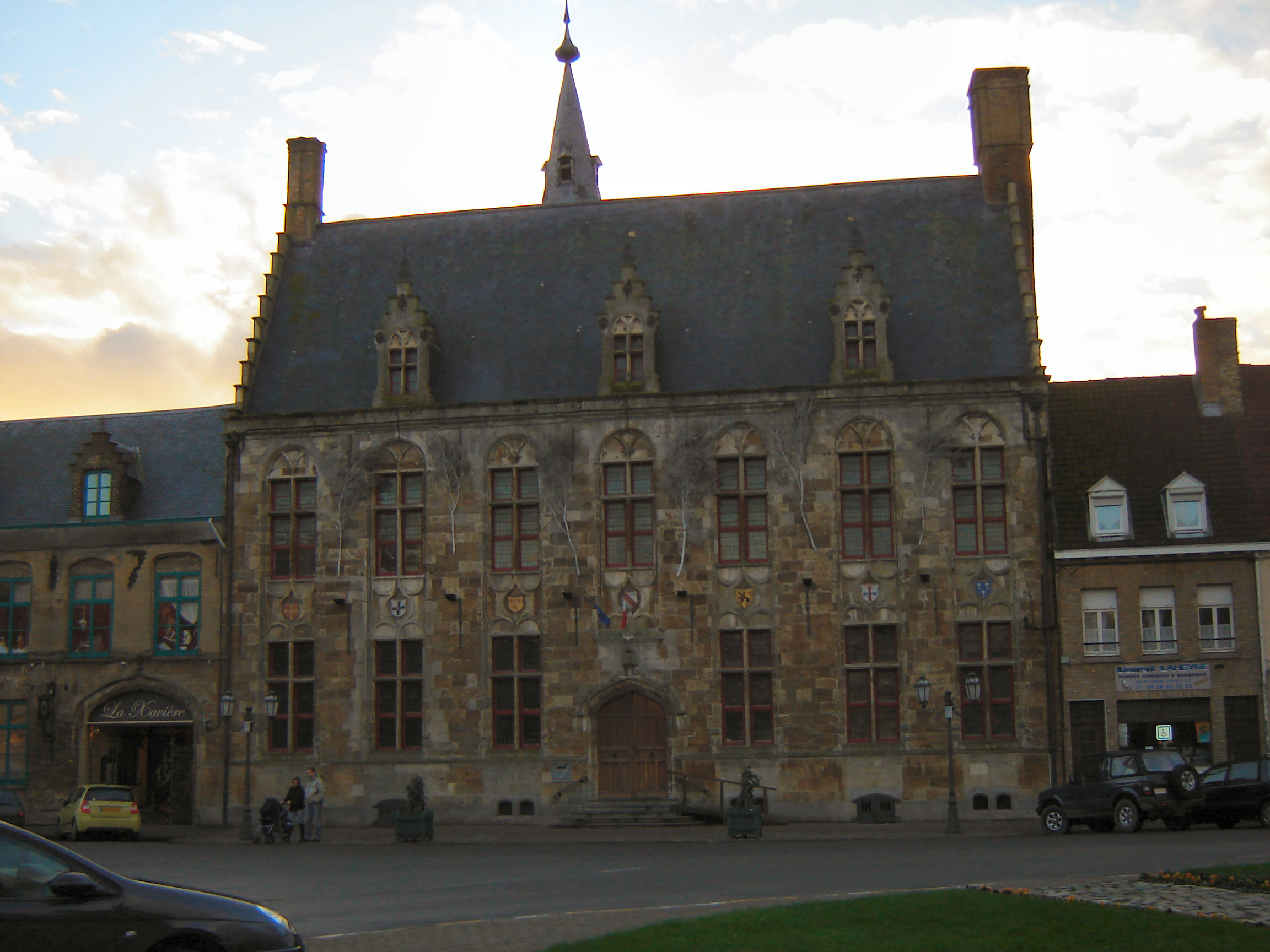
Hôtel de ville d'Hondschoote.

### AuxXIXeetXXesiècles

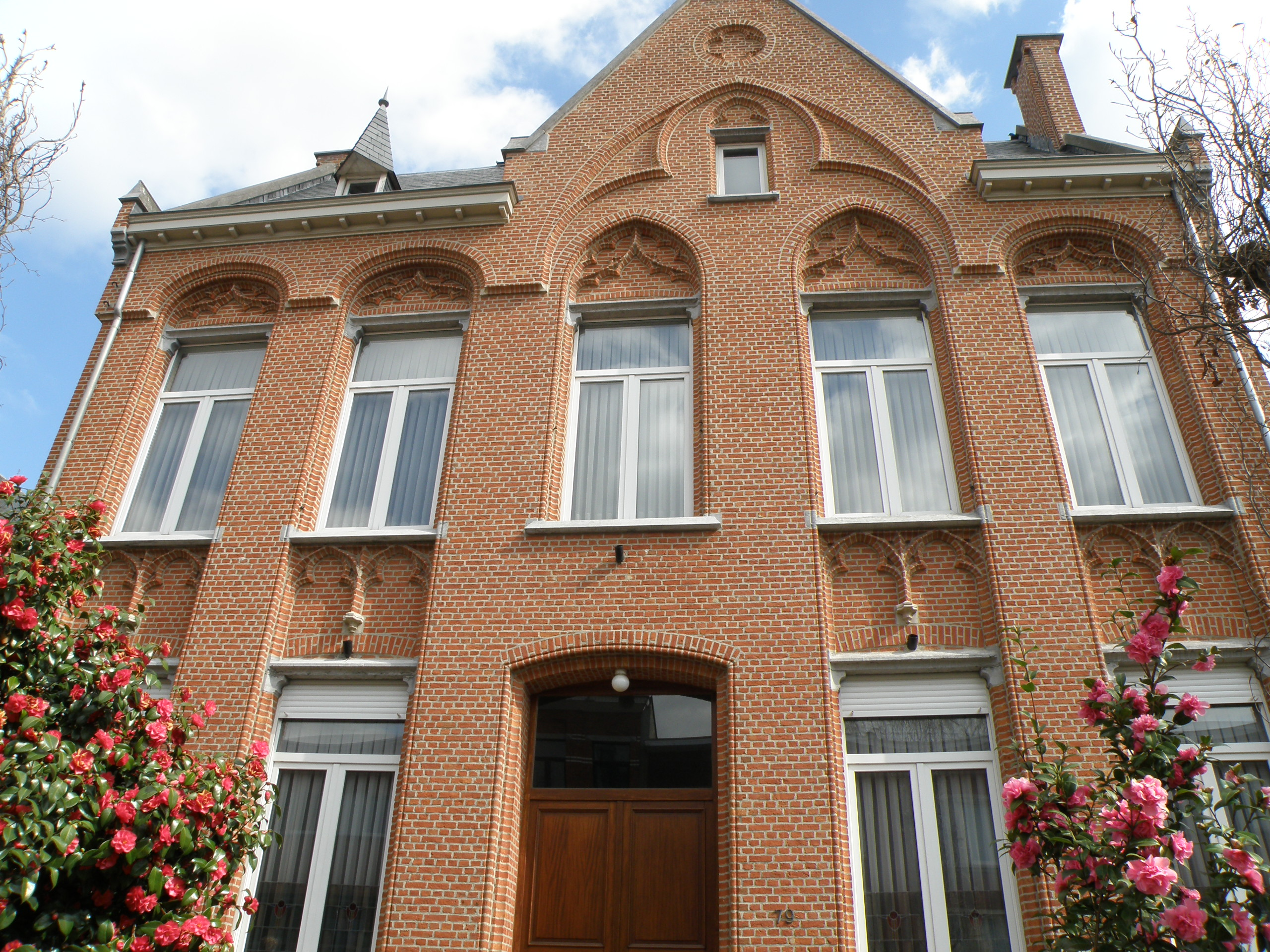
Travées brugeoises dans une façade néo-gothique.

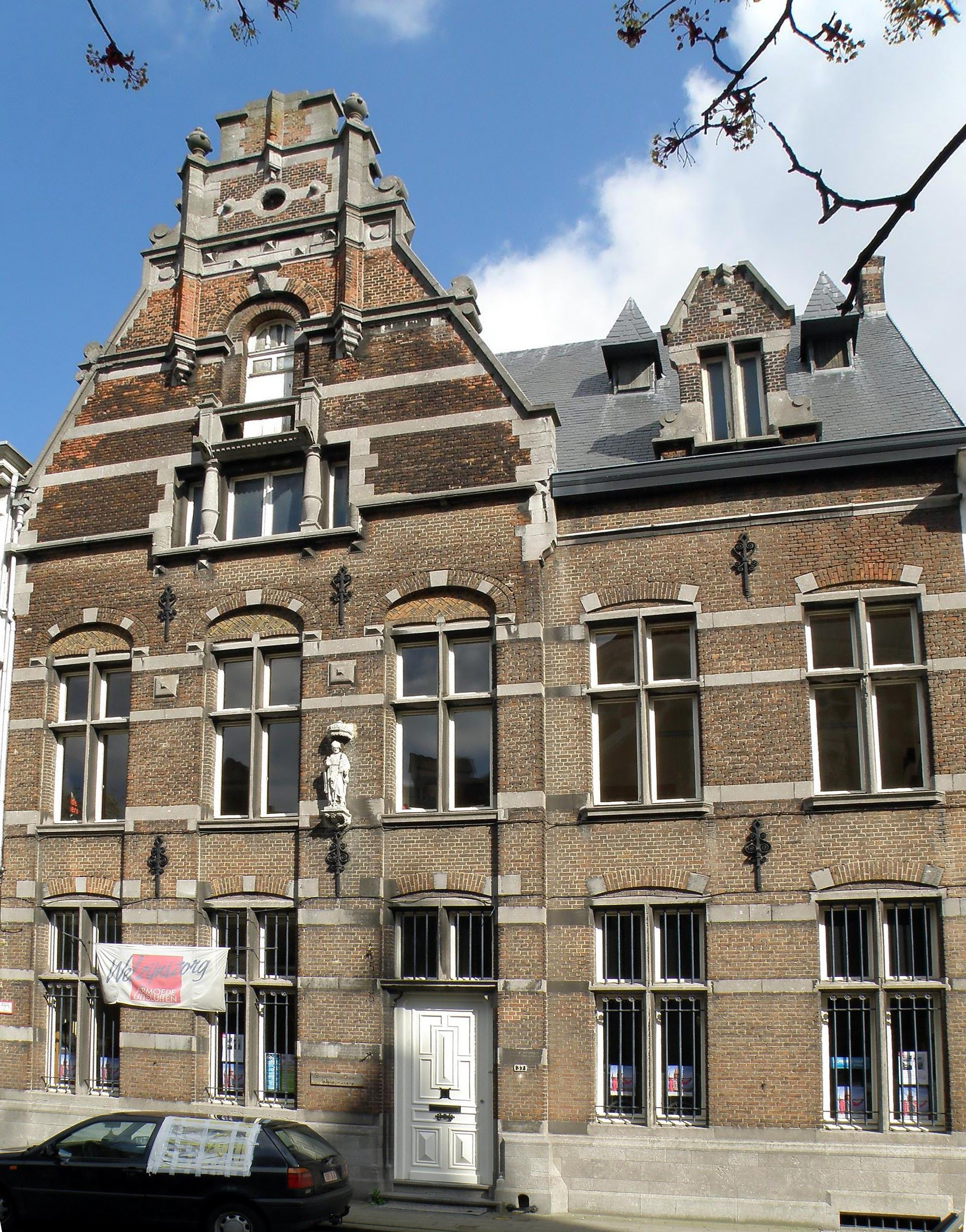
Travées brugeoises dans une façade néo-Renaissance.

Dans l'architecture néo-gothique, ou, plus rarement, dans le style néo-Renaissance flamande, la travée brugeoise est une travée qui s’inscrit sur toute sa hauteur dans un panneau de mur légèrement en retrait par rapport au reste de la façade. Elle se termine à son sommet par un arc aveugle, qui sera généralement brisé (souvent avec une arcade trilobée inscrite) dans le cas de façades néo-gothiques, et plein-cintre ou surbaissé dans les façades néo-Renaissance.